# Россия (гостиница, Москва)
«Росси́я» — московская гостиница в историческом районе Зарядье, действовавшая до 2006 года. Возведена в 1964—1967 годах по проекту архитектора Дмитрия Чечулина на готовом стилобате недостроенной восьмой высотки. В «России» было 2772 номера (по другим данным — 3182 номера), рассчитанных на 5300 человек. В начале 1970-х гостиничный комплекс был включён в Книгу рекордов Гиннесса как крупнейший в мире.
25 февраля 1977 года в здании произошёл крупный пожар, в результате которого погибло 42 человека, более 50 получили ожоги и травмы, а сама гостиница сильно пострадала. Были подготовлены проекты по модернизации здания, но в итоге в первом десятилетии 2000-х его демонтировали. С 1 января 2006 года гостиница «Россия» была закрыта, а к 2010 году снесена.

## История

### Предшествовавшие проекты
К началу XX века район Зарядья превратился в трущобы. В ходе Сталинской реконструкции Москвы 1930-х годов его значительно перестроили: в 1936—1937 годах снесли ветхую малоэтажную застройку исторического района, в том числе часть Китайгородской стены. В 1934 и 1936 годах провели конкурсы на проект строительства на этом месте здания Наркомата тяжёлой промышленности, но проект так и не был реализован в связи с упразднением ведомства в 1939-м. Вместо него в 1940-м решили возвести второе здание Совета народных комиссаров по проекту архитекторов братьев Весниных, работа по подготовке строительной площадки встала из-за начала Великой Отечественной войны.
В послевоенный период правительство вернулось к идее застройки Зарядья. 13 января 1947 года Совет министров СССР подписал постановление «О строительстве в Москве многоэтажных зданий», созданного по идее Иосифа Сталина возвести в Москве восемь высоток к 800-летию города. Документ 1947 года подразумевал среди прочего сооружение 26-этажного административного здания в Зарядье по проекту архитектора Дмитрия Чечулина. В последующих источниках и описаниях проекта его высота была увеличена до 32. Закладка многоэтажек состоялась в сентябре 1947 года.
Участок под строительство административного здания площадью 15 гектаров располагался между Красной площадью, улицей Разина (Варваркой), Китайгородским проездом и реконструированной Москворецкой набережной. Работы велись медленно из-за сложных гидрогеологических условий местности и больших объёмов строительства.
Фундамент и стилобат высотного здания в Зарядье были завершены к весне 1953 года. Однако уже в 1954-м строительство было полностью остановлено правительством, каркас здания разобран, а его элементы использованы при строительстве других объектов.
Прекращение строительства в Зарядье было для Чечулина, так же как и для коллектива архитекторов и строителей, отдавших много творческих сил новостройке, большим ударом. Правда, Д. Н. Чечулин продолжал проектную работу по Зарядью. Но десятки вариантов зданий, разнообразных по назначению, этажности, силуэту, отклонялись. Разрабатывая эти проекты, Чечулин старался максимально использовать уже заложенные фундаменты, чтобы затраченные средства не пропали даром.Искусствовед и архитектор Анатолий Журавлёв

### Строительство гостиницы
Одной из предпосылок строительства в Москве нового туристического комплекса было недостаточное количество гостиничных мест. Это стало особенно актуально после сооружения Дворца съездов — проектировавшаяся гостиница должна была вмещать не только туристов, но также делегатов съездов и участников конгрессов. В 1956 году Главное архитектурно-планировочное управление Москвы утвердило задание на строительство гостиничного комплекса, предложенное архитектором Дмитрием Чечулиным и инженерами Н. Д. Вишневским и А. Н. Горбатко. В 1958 году Чечулин ездил в кратковременные командировки в Лондон и Париж для знакомства с лучшими образцами архитектуры этого типа, а также консультировался с представителями американской компании Hilton. Под руководством Чечулина над планом будущей гостиницы работал коллектив архитекторов: А. Ф. Тархов, В. А. Лебедев, П. П. Штеллер, В. В. Лукьянов, В. А. Мазурин, Н. Д. Чекмотаев, И. А. Чекалин. В 1960-м план гостиницы в Москве был окончательно одобрен властями, и в 1964 году началось строительство.
1 января 1967 года ключи от западного корпуса «России» были торжественно переданы первому секретарю Московского горкома КПСС. 1967-й — год 50-летия Октябрьской революции — считается годом введения гостиницы в эксплуатацию. На момент постройки гостиница в Зарядье была самой большой гостиницей мира и в 1970-х годах была внесена в «Книгу рекордов Гиннесса».
За весь период существования гостиница приняла около десяти миллионов постояльцев, в том числе более двух миллионов иностранцев. В ней останавливались такие известные люди, как Михаил Горбачёв, Джордж Буш-старший, Майк Тайсон и другие. Фонды гостиницы периодически использовались советскими режиссёрами для съёмок фильмов, в начале 2000-х в гостинице сняли первое отечественное реалити-шоу «За стеклом».

### Пожар
25 февраля 1977 года в гостинице «Россия» произошло сильное возгорание. Сигнал о возгорании поступил в 21:25. На борьбу с пожаром было брошено свыше 1600 человек. Пожар одновременно возник на 5-м, 11-м и 12-м этажах северного корпуса здания и распространился по самой высокой части — Северной башне. Прибывшие пожарные присвоили пожару высшую (пятую) категорию опасности.
В это время в концертном зале гостиницы проходило выступление Аркадия Райкина. Артиста попросили продлить концерт на время тушения, поскольку эвакуация 2500 зрителей могла осложнить работу пожарных служб. Концерт был продлён на полтора часа.
В тушении участвовали значительные пожарные силы Москвы и Московской области — около 1400 (по другим данным — 1600) сотрудников пожарной охраны, которые использовали 35 автоцистерн с водой, 61 автонасос и другое пожарное оборудование. Всего на тушении пожара было задействовано 140 единиц техники. На место пожара прибыли представители высшего партийного руководства страны, включая председателя КГБ Юрия Андропова. Борьба с возгоранием длилась четыре с половиной часа. Всё было закончено к половине первого ночи 26 февраля. Тушение пожара затрудняло то, что пожарные не могли добраться до верхних этажей по причине отсутствия лестниц необходимой высоты. Начальником отдела управления пожарной охраны Виктором Кононовым было принято решение связывать несколько лестниц между собой, что позволило пожарным добраться на верхние этажи и спасти находившихся там постояльцев.
В гостинице в итоге выгорели номера и помещения с 4-го по 17-й этажи, общей площадью около трёх тысяч квадратных метров. Первые 43 постояльца отеля были обнаружены живыми, при пожаре погибло 42 человека (12 женщин и 30 мужчин), ещё 52 пострадали от травм, ожогов и отравления газом. Среди пострадавших также было 13 пожарных. Всего из горящего здания было эвакуировано и спасено порядка 1500 человек.
Специальная комиссия по выяснению причин возгорания выявила в гостинице нарушения пожарной безопасности, но однозначно источник возгорания установить не смогла. По одной из версий, причиной пожара стал поджог на пятом этаже. Обвинения в халатности и нарушении пожарной безопасности предъявили двум работникам радиоузла, пожарному инспектору, главному инженеру гостиницы и её директору, так как одной из версий происхождения пожара является забытый паяльник в радиоузле. Трое последних были освобождены от уголовной ответственности. Сотрудники службы слабых токов были приговорены к уголовному наказанию.

### Снос здания
По сообщению издания «Коммерсантъ», в 1990-х годах гостиница, которая полностью принадлежала московскому правительству, стала приносить убытки. В связи с этим мэр столицы Юрий Лужков 5 сентября 1994 года подписал указ о её реконструкции, работы оценивались приблизительно в 235 миллионов долларов. Однако инвесторы в то время найдены не были.
В октябре 2001 — июне 2003 гг. холл гостиницы использовался как помещение для съёмок первого российского реалити-шоу «За стеклом» на телеканале ТВ-6, а затем — на ТВС, также для сатирической телепередачи "Тушите свет!" из вышеупомянутых телеканалов практиковались «включения из гостиницы „Россия“», в ходе которых комментарии по разным вопросам давали эксперты, чьи имена, фамилии и места работы являлись аллюзиями на реальных людей. 19 апреля 2004 года власти Москвы объявили о решении снести объект и построить на его месте новый гостинично-офисный комплекс площадью 410 тысяч кв. м с подземной парковкой на 2500 мест. Новый проект предполагал снижение высотности гостиничного комплекса до шести этажей, а также максимальное приближение к стилю окружающей застройки.
29 ноября 2004 года мэрия провела конкурс на снос гостиницы «Россия» и строительство нового комплекса. Концерн Bauholding Strabag AG и компания Dubai Investments были готовы инвестировать в проект 2 млрд долларов. Другой участник — компания «Монаб» (дочернее предприятие банка «Еврофинанс Моснарбанк») — предложила 1,45 млрд. Выиграла компания Шалвы Чигиринского «СТ Девелопмент» с предложением инвестировать 830 миллионов долларов. Представители «Монаб» не согласились с итогами конкурса и подали в суд на городскую администрацию. Иск оспаривал итоги конкурса, процесс формирования конкурсной комиссии и заключение контракта с «СТ Девелопмент». Некоторые из претензий компании были удовлетворены, однако ситуацию это не изменило. С 1 января 2006 года гостиница «Россия» была закрыта, в марте начался демонтаж, к 1 сентября 2006 года здание было разобрано на четверть. Из-за близости Кремля и исторической застройки здание решили не подрывать, поэтому верхние пять этажей гостиницы разобрали при помощи башенных кранов. Стены строения, составленные из блоков и панелей весом более восьми тонн каждый, были разобраны и сплавлены на баржах по Москве-реке. Работы по демонтажу здания должны были завершиться в 2008 году, но окончились в 2010-м. В 2008 году контракт с «СТ Девелопмент» всё же был расторгнут. За этим последовали судебные иски Шалвы Чигиринского к мэру Юрию Лужкову, в которых компания требовала вернуть 4 миллиарда рублей, потраченные на снос здания. Арбитражный суд отклонил иски. Работы над деконструкцией фундамента власти Москвы продолжили на собственные средства.
Во время демонтажа здания мэрия выдвигала идею строительства на пустыре в Зарядье парламентского центра, в котором бы разместились Совет Федерации и Госдума. Рядом с центром могли расположиться гостиница для иногородних депутатов и спортивно-оздоровительный комплекс. Этот проект превратил бы район в центре Москвы в закрытую зону. Однако план перестал быть актуальным после решения Дмитрия Медведева вывести государственные учреждения за МКАД.

## Современность
20 января 2012 года председатель правительства Владимир Путин посетил строительную площадку в Зарядье и предложил мэру Москвы Сергею Собянину обустроить здесь парковую зону с развлекательным центром. 1 февраля того же года был объявлен конкурс на проект одноимённого парка. Парк создавался в 2014—2017 годах и был открыт ко Дню города 9 сентября 2017 года в присутствии Владимира Путина и Сергея Собянина.

## Описание гостиницы

### Архитектурные особенности
Гостиничный комплекс занимал территорию в 13 гектаров и был возведён на готовом фундаменте недостроенной высотки. В плане «Россия» представляла собой замкнутый прямоугольник 250 на 150 метров, образованный четырьмя 12-этажными корпусами со внутренним двором. Из-за перепада рельефа между улицей Варваркой и Москворецкой набережной три корпуса из четырёх были построены на высоком стилобате.
Архитектура гостиницы «Россия» близка к интернациональному стилю. Вид фасадов корпусов определяли светлая облицовка и чёткий ритм окон, отделанных алюминием. Стилобат здания был покрыт коричневым полированным гранитом. Искусствовед Анатолий Журавлёв считает, что облик здания не сухо геометричен: «вертикальные рёбра простенков и эркерное построение окон <…> создают обогащённую пластику фасадов».
Архитектурной доминантой здания являлась 23-этажная Северная башня, венчавшая северный фасад. Южный фасад здания выходил на Москворецкую набережную и был разделён прогулочной галереей. 5 ноября 1971 года в южном корпусе был открыт центральный концертный зал «Россия» на 2,5 тысячи мест. Во внутреннем оформлении зала использовались традиционные сочетания русской дворцовой архитектуры: белый мрамор, бронза и ценные породы дерева. Сцена и партер зрительного зала выполнены в светлом колорите. Зал мог трансформироваться: быть наклонным или горизонтальным танцевальным. В креслах была установлена система прямого перевода на восемь языков. В концертном зале могли демонстрироваться диапроекции и фильмы. Под этим помещением располагался двухзальный кинотеатр «Зарядье», рассчитанный на 1,5 тысячи мест. Помимо этого, на территории гостиничного комплекса были обустроены рестораны и VIP-залы, библиотека, парикмахерская и другие предприятия. В цокольной части здания, периметр которой занимал два-три этажа, располагались вестибюли и проезды во двор. Террасы, внешние лестницы и пандусы здания примыкали к цоколю.
Под гостиницей находились объекты военного назначения, например, бункер, который мог использоваться в качестве бомбоубежища.

### Оценка проекта
С началом возведения гостиницы совпали работы по восстановлению исторических памятников, составлявших архитектурный ансамбль Зарядья. Археологические и реставрационные работы проводились в Английском подворье, храме великомученицы Варвары, церкви Максима Блаженного, соборе Знаменского монастыря и других объектах. Архитектор Чечулин полагал, что замкнутые объёмы гостиницы соответствуют традициям строительства ансамблей в центре Москвы — Кремля, Гостиного двора, ГУМа.
Дмитрий Чечулин планировал создать современный и функциональный проект гостиницы. Однако строительство огромного здания в историческом центре столицы вызвало неоднозначную реакцию. Советский историк архитектуры Михаил Рзянин следующим образом охарактеризовал постройку:
Комплекс гостиницы «Россия», несомненно, стал бы архитектурным центром для формирования крупного городского ансамбля, если бы для него было выбрано соответствующее место на плане столицы. Вторжение гиганта в одну из ценнейших заповедных зон Москвы — Зарядье, наполненную уникальными произведениями русского зодчества XV—XVIII веков, подавило историческое архитектурное окружение и превратило маленькие, изящные по формам, цвету и пластике памятники, лишённые соразмерного окружения, в ожерелье миниатюрных, как бы экзотических украшений, эффектно выглядящих в пространстве вокруг гостиницы и на фоне её огромных фасадов. Современная, из стекла и алюминия, архитектура гостиницы от этого выиграла, уникальные памятники проиграли… Чрезмерная близость массива гостиницы к древнему центру Москвы — Кремлю и Красной площади — в существенной степени ограничила объём панорам неповторимых по красоте исторических ансамблей и в какой-то мере ослабила доминирующее значение древнего центра Москвы.

## Гостиница в культуре
- Интерьеры гостиницы задействованы в советском детективе «Ошибка резидента» (1968) режиссёра Вениамина Дормана.
- Некоторые сцены советского художественного фильма «Мимино» (1977) режиссёра Георгия Данелии были сняты в номерах и ресторане гостиницы «Россия».
- Возгорание гостиницы 1977 года нашло отражение в романе Владимира Санина «Большой пожар», написанном в 1986 году.
- В 2005 году вышел документальный фильм-расследование «Пожар в гостинице „Россия“» режиссёра Алексея Тизенгаузена[28].
- 16 октября 2017 года на Первом канале состоялась премьера телесериала «Гостиница „Россия“». Сериал рассказывает историю работницы организационного отдела гостиницы Ксении Баскаковой. События происходят в период с декабря 1976-го по май 1978 года[29].
- В 2017 году режиссёр Ирина Голубева в сотрудничестве с телекомпанией «Останкино» выпустила документальный фильм «Гостиница „Россия“. За парадным фасадом»[30].